# Samaruc
El samaruc (Valencia hispanica) és una espècie de peix teleosti de la família Valenciidae endèmic del País Valencià i del sud de Catalunya, en perill crític d'extinció.

## Característiques morfològiques
- Els adults poden mesurar de 4 a 8cm de llargària, mentre que les femelles solen ser més grans que els mascles de la mateixa edat.
- Té la boca amb dents mandibulars amb una sola punta i disposada en diverses fileres.
- Coloració terrosa-groguenca amb les aletes rematades de taronja en els mascles.

## Reproducció
Té lloc entre abril i finals de l'estiu. El mascle és territorial i festeja les femelles. Ponen fins a 300 ous (d'aproximadament 2,5 mm de diàmetre) en diverses postes i que fixen a la vegetació. Els alevins viuen a la superfície de l'aigua, entre les plantes que suren.

## Costums, alimentació i reproducció
És un peix gregari i fora de l'època de zel forma grups xicotets poc cohesionats.

## Alimentació
És carnívor principalment: es nodreix d'insectes i llurs larves, cucs, crustacis. etc., els quals obté de la superfície.

## Hàbitat i distribució
Es troba en zones de marjal amb aigües netes, ullals i séquies que se n'alimenten i, més rarament, als trams mitjans dels rius mediterranis.

## Distribució geogràfica
En l'actualitat, només es troba en aigües del País Valencià i sud de Catalunya (Terres de l'Ebre).

## Espècies semblants
La més similar, Valencia letourneuxi, es localitza a Albània i a l'oest de Grècia.

## Principals amenaces
És una espècie en perill crític. Una de les principals amenaces és la introducció d'espècies foranes depredadores, com la que va fer la Conselleria de Medi Ambient de la Generalitat Valenciana amb la introducció de la truita irisada.

## Observacions
Freqüentment el nom samaruc és emprat com a referent de valenciania, i existeixen nombroses associacions i símbols que prenen aquest nom.